# Жеральд Дарманен
Жеральд Мусса Дарманен (фр. вимова: [ʒeʁald musa daʁmanɛ̃], фр. Gérald Darmanin; нар. 11 жовтня 1982) — французький політик, який з 2020 року обіймав посаду міністра внутрішніх справ в урядах прем'єр-міністрів Жана Кастекса та Елізабет Борн.
Колишній член республіканців, Дарманін був членом партії «Відродження» з 2017 року. Дарманен був мером Туркуенга з 2014 по 2017 рік і міністром громадської діяльності та рахунків у першому та другому уряді прем'єр-міністра Едуара Філіпа з 2017 по 2020 рік.

## Молодість і освіта
Дарманін народився в родині робітника з алжирським і мальтійсько-вірменським корінням. Родовід Дарманіна можна простежити до Левона де Лузіньяна (1342—1393), який був титулярним королем Вірменії. де Лузіньян мав кількох позашлюбних нащадків, одним з яких був Етьєн лицар у Сізі (Вірменія) (бл. 1405), який одружився з Елеонорою Гатто з сицилійської військової аристократки. Син Етьєна був Гвідо де Арменія (1410—1475) або Дарманін, як деякі назвали б це, став корсаром разом зі своїм сином Маріано в Середземному морі. Його батько, Жерар Дарманен, керував бістро, а мати, Енні Уакід, працювала прибиральницею. Його дід по материнській лінії, Мусса Уакід, народився в 1907 році в дуарі Улед-Галія (Уарсеніс) в Алжирі, був головним прапорщиком у французькій армії та нагороджений орденом Військова медаль. Він служив в алжирських тиральєрах, а також був учасником опору у внутрішніх силах Франції (FFI) під час Другої світової війни.

## Політична кар'єра

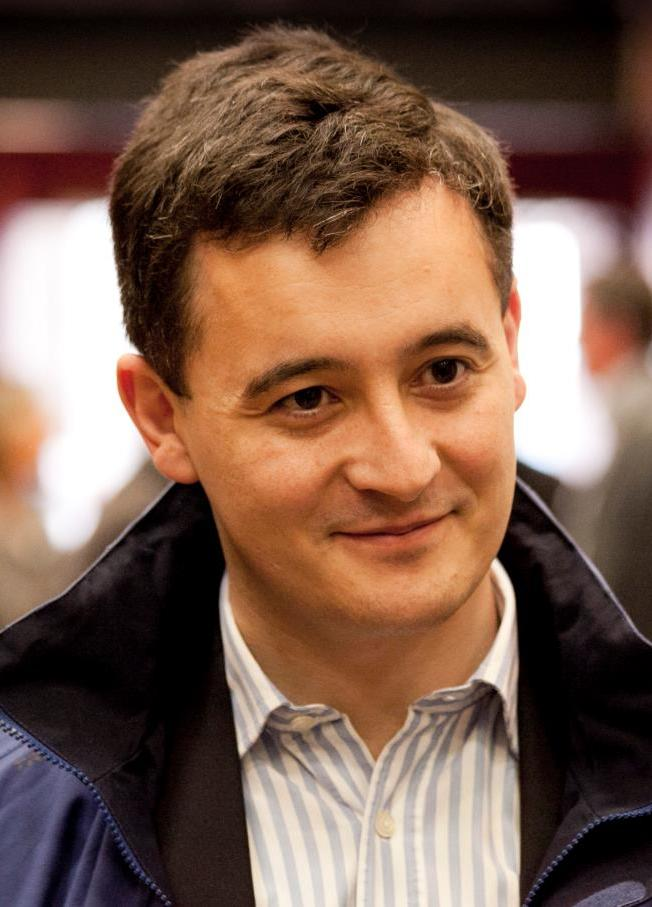
Жеральд Дарманен, член парламенту 10-го північного округу (2013)

Раніше Дармінін працював парламентським помічником депутата-консерватора Ізабель Вассер, перш ніж приєднатися до колишнього міністра, а потім члена Європейського парламенту Жака Тубона. Його взяв під опіку Тубон, який познайомив його з лідерами UMP, такими як Ксав'є Бертран, і допоміг йому стати керівником апарату міністра спорту Саркозі Девіда Дуйє.
У травні 2017 року Дарманін був призначений президентом Еммануелем Макроном міністром громадської діяльності та рахунків у першому уряді Філіпа. У цій якості він підтримував Бруно Ле Мера, міністра економіки та фінансів, хоча сам був членом кабінету. На момент свого призначення він був одним із наймолодших членів уряду Едуара Філіпа.

## Інші види діяльності
- Член правління Institut d'études politiques de Lille[16]
- Президент DSEM Ville Renouvelée[17]
- Президент SMIRT[18]

## Публікації
- Chroniques de l'ancien monde: Quand la droite s'est perdue, éditions de l'Observatoire, 2017. Récit sur la déroute de la droite à l'élection présidentielle de 2017.[19]
- Ісламський сепаратизм. Manifeste pour la laïcité , éditions de l'Observatoire, 2021. Ouvrage où il explique les raisons et défend son projet de loi pour les valeurs républicaines.[20]